# Martin Liivamägi
Martin Liivamägi (né le 5 juillet 1988 à Tallinn) est un nageur estonien, spécialiste de papillon et de 4 nages.
Il participe à deux reprises aux Jeux olympiques, en 2008 et 2012. Il remporte une médaille d'argent lors des Championnats d'Europe juniors à Palma de Majorque en 2006.
il fait partie du club des Golden Bears de la Californie.